# Hegmatten

Karte des Quartiers

Hegmatten ist ein Quartier der Stadt Winterthur. Zusammen mit den Quartieren Talacker, Grüze, Guggenbühl, Hegi, Zinzikon, Reutlingen, Stadel und Ricketwil bildet es den Kreis 2 (Oberwinterthur).

## Etymologie
Hegmatten als Flurname leitet sich von Hag und Matte ab, also eine umzäunte Wiese oder Weide.

## Geografie
Das Quartier Hegmatten bildet den nordöstlichen Teil des eigentlichen Stadtteils Oberwinterthur, wenn man von den Aussenwachten absieht. Das Quartier umfasst dabei im Süden Teile des sogenannten Hegifelds und umfasst im Norden das Technorama sowie die SBB-Unterhaltungsanlage Oberwinterthur.
Die Quartiergrenze wird im Westen durch die Frauenfelderstrasse gebildet, an dem Hegmatten eine gemeinsame Grenze mit den Quartieren Talacker sowie Guggenbühl teilt. Im Süden liegt,  auf dem grössten Teil der Strecke durch die Eulach abgegrenzt, das Quartier Grüze. Im Südosten sowie Osten liegt das Quartiergebiet Hegis, wobei hier die Rümiker- und die Hegifeldstrasse auf bewohnten Gebiet die Grenze bilden. Dabei gehören dem Namen nach eher überraschend der Flugplatz Hegmatten sowie grosse Teile des Sportplatzes Hegmatten gar nicht zum Quartiergebiet Hegmattens, sondern ebenfalls zu jenem von Hegi. Im Nordosten grenzt das Quartier an die Gemeinde Wiesendangen.

## Geschichte
Die Überbauung Hegmattens geschah erst in jüngerer Zeit. Hegmatten selbst ist als Flurname und Weideland jedoch bereits in der Dorfoffnung Oberwinterthurs von 1472 verbürgt.

## Bildung
In Hegmatten befindet sich das Primarschulhaus und der Kindergarten Hegifeld.

## Kultur und Freizeit
Auf Quartiergebiet liegt mit dem Technorama das grösste Science Center der Schweiz.
Der ebenfalls nach Hegmatten benannte Flugplatz Hegmatten sowie Sportplatz Hegmatten (Heimat des FC Oberwinterthur), liegen zwar nicht auf Quartiergebiet, aber liegen geographisch näher Hegmatten als zum Quartier Hegi, zu dessen Gebiet sie eigentlich gehören.

## Verkehrsanbindung
Das Quartier ist durch den Bahnhof Oberwinterthur sowie diverse Buslinien sowie durch die Regionalbuslinie 680 (HB–Elgg), die durch das Hegifeld führt, gut an den öffentlichen Verkehr angeschlossen. Entlang der Frauenfelderstrasse verkehren darüber hinaus die Buslinien 1 (Töss-HB-Oberwinterthur) und 5 (Dättnau-HB-Technorama), wobei letztere bis ins Technorama fährt, dass ebenfalls im Quartier Hegmatten liegt. An den Wochenenden hält eine Nacht-S-Bahn am Bahnhof Oberwinterthur und die Nachtbuslinie N1 (Dättnau–HB–Oberwinterthur) fährt entlang der Frauenfelderstrasse.